# Kvasznij
A Kvasznij (ukránul: Квасний [Kvasznij]) patak Kárpátalján, a Fehér-Tisza bal oldali mellékvize. Hossza 15 km, vízgyűjtő területe 72,8 km². Esése 62 ‰.

## Települések a folyó mentén
- Tiszabogdány (Богдан)